# Éditions Bellefaye
 (septembre 2016).
Si vous disposez d'ouvrages ou d'articles de référence ou si vous connaissez des sites web de qualité traitant du thème abordé ici, merci de compléter l'article en donnant les références utiles à sa vérifiabilité et en les liant à la section « Notes et références ».
Créées en 1949 par Pierre Bellefaye, gérant des éditions éponymes, au 29 rue Marsoulan Paris 12e, les Éditions Bellefaye publient la même année l' Annuaire du Cinéma dont la version papier aura 67 éditions annuelles.
La société actuelle porte le nom de Bellefaye!

## Contenu
L'annuaire du Cinéma devient au cours des années une véritable bible du Cinéma Français. Surnommé Le Bellefaye, il offre à chaque édition un panorama exhaustif de cet écosystème : films, comédiens-comédiennes, auteurs, réalisateurs, dialoguistes, décorateurs, techniciens, sociétés de production, circuits de distribution, salles de cinéma par commune en France d'abord puis dans les colonies, matériels techniques de tournage, de tirage, de studio, fabricants de pellicule, affichistes, dessinateurs, fabricant de bonbons d'entracte... 
Le Bellefaye publie les lois, décrets et réglementation qui régissent chaque métier du spectacle, par exemple les normes de construction très détaillées des cabines de projections etc. Également tous les chiffres des exploitants et producteurs : nombre de films produits, date de sortie et où, films tournés jamais sortis... Sans oublier toutes les instances professionnelles. Une mine de faits et d'informations pour les historiens du cinéma, les étudiants et les professionnels... telle la publication dans l'édition de 1951 des accords franco-américains qui régissent l'importation des films d'outre-atlantique après la guerre, avec des quotas détaillés et un corsetage obligatoire pour ces films de version doublées en français.
Le 31 octobre 2000 la société Éditions Bellefaye est radiée (à la suite d'une procédure collective).

## 2016: une collection préservée
Dans un but de sauvegarde et de mise à disposition des chercheurs la collection historique Bellefaye qui englobe les annuaires Bellefaye mais aussi des ouvrages antérieurs jusqu'en 1916 fait l'objet d'une donation à la Cinémathèque de Paris. 
L'annuaire « papier » est remplacé à partir de 2017 par la version numérique.